# Акротат (цар Спарти)
Акротат I (дав.-гр. Ακρότατος, д/н — 262 до н. е.) — цар Спарти у 265—262 роках до н. е. Низка дослідників рахує його як Акротата II, зараховуючи до переліку його діда Акротата, сина Клеомена II, але той ніколи не царював.

## Життєпис
Походив з династії Агіадів. Син царя Арея I. Замолоду вступив у позашлюбний зв'язок з Хілонідою, дружиною Клеоніма, стрийка батька. 272 року до н. е. під час облоги Спарти епірським царем Пірром керував обороною міста до того часу, як Арей I прибув з Криту з підкріпленням. Під час оборони з 300 спартанцями відбив наступ Пірра, що мав значну перевагу у вояках.
265 року до н. е. після загибелі батька успадкував трон. За словами Філарха відвернувся від традиційного способу життя, піддавшись розкошам, чим зіпсував звички молодих спартіатів.
Мусив укласти мирний договір з Македонією. Але наступного року розпочав політику з відновлення Пелопоннеського союзу. 262 року до н. е. виступив проти Аристодема, тирана Мегалополя, але у битві зазнав поразки й загинув. Йому спадкував син Арей II.